# Dulce María Loynaz
Dulce María Loynaz Muñoz (La Habana, 10 de diciembre de 1902-La Habana, 27 de abril de 1997) fue una escritora cubana, considerada una de las principales figuras de la literatura cubana e iberoamericana.[cita requerida] Obtuvo el Premio Miguel de Cervantes en 1992. 
Publicó sus primeros poemas en La Nación, en 1920, año en que también visitó los Estados Unidos. A partir de esa fecha realizó numerosos viajes por Norteamérica y casi toda Europa, incluyendo visitas a Turquía, Siria, Libia, Palestina y Egipto. Visitó México en 1937, varios países de Sudamérica entre 1946 y 1947 y las islas Canarias en 1947 y 1951, donde fue declarada hija adoptiva.

## Infancia
Nacida María de las Mercedes Loynaz Muñoz, su infancia transcurrió junto a la de sus hermanos Enrique, Carlos Manuel y Flor. Todos los hijos del general Enrique Loynaz del Castillo escribieron poesía, pero solo Dulce María se interesó en hacer pública su obra.
Crecieron en un ambiente de celoso enclaustramiento y lujo, no visitando jamás escuelas públicas ni privadas; los preceptores iban a educar a los hermanos en su casona, primero la de San Rafael y Amistad, en Centro Habana, y luego en la de Línea entre 14 y 16, en El Vedado, hasta que, en la década del veinte, Dulce María comienza estudios en Derecho Civil en la Universidad de La Habana junto a su hermano Enrique.

## La abogada
Se doctoró en Leyes, por la Universidad de La Habana, profesión que si bien no era su vocación ejercer, mantuvo hasta 1961, siempre atendiendo asuntos familiares. Fue reconocida en su patria como profesional del derecho recibiendo en 1944 la desaparecida Orden González Lanuza, conferida a aquellos que en esta rama aportaron los frutos de sus estudios y experiencias, siendo la primera mujer en recibirla.

## Obra poética
Sus primeras obras aparecieron en el periódico La Nación a la edad de diecisiete años: Invierno de almas y Vesperal; en dicha publicación aparecieron otros textos entre 1920 y 1938. En 1929 Dulce María, junto a su madre y hermana, realiza un viaje por el Medio Oriente donde visitaron Turquía, Siria, Libia, Palestina y Egipto. Este último viaje afectó especialmente a la poetisa que, luego de visitar el museo de Luxor y ver la tumba de Tutankamón, escribiría un poema epistolar lírico y de profunda connotación romántica al desaparecido faraón. En 1947 publica el poemario Juegos de agua, y a partir de 1950 un editor español se interesa por la obra de la cubana, publicando varios de sus trabajos. De esta época, específicamente de 1951, data la publicación de su única novela, Jardín. Le seguirían Carta de amor al rey Tut-Ank-Amen (1953), Poemas sin nombre (1958) y Un verano en Tenerife (libro de viajes) que, según la autora, fue "lo mejor que he escrito", entre otras cosas porque la poetisa, en su primer viaje a esa isla, quedó prendada de ella y llegó a adoptar a España como su segunda patria. También su obra tuvo una gran acogida en ese país.
En 1950 publicaría crónicas semanales en El País y Excélsior. También colabora en Social, Grafos, Diario de la Marina, El Mundo, Revista Cubana, Revista Bimestre Cubana y Orígenes.
Dentro de su prosa es de vital importancia destacar su libro Fe de vida, obra autobiográfica y centrada fundamentalmente en dar a conocer a su segundo esposo, para muchos invisible hasta ese momento, Pablo Álvarez de Cañas, quien fuera figura relevante en círculos sociales de La Habana en su época.

## Jardín
Jardín fue escrita entre 1928 y 1935 y publicada en España en 1951. En la novela se aprecian recursos característicos del realismo mágico, elemento imprescindible a la hora de analizar esa obra, teniendo en cuenta que fue escrita entre la segunda y tercera décadas del siglo XX, adelantándose así a los escritores que explotaron este discurso narrativo en décadas posteriores. Aunque, con respecto a Jardín, todo es polémico, hay que reconocer que los elementos estilísticos utilizados por la autora han ubicado a esta novela como precursora de la actual novelística hispanoamericana.
Sobre la novela dijo Gabriela Mistral:

Para mí, leer Jardín ha sido el mejor «repaso» de idioma Español que he hecho en mucho tiempo...

## Mutismo

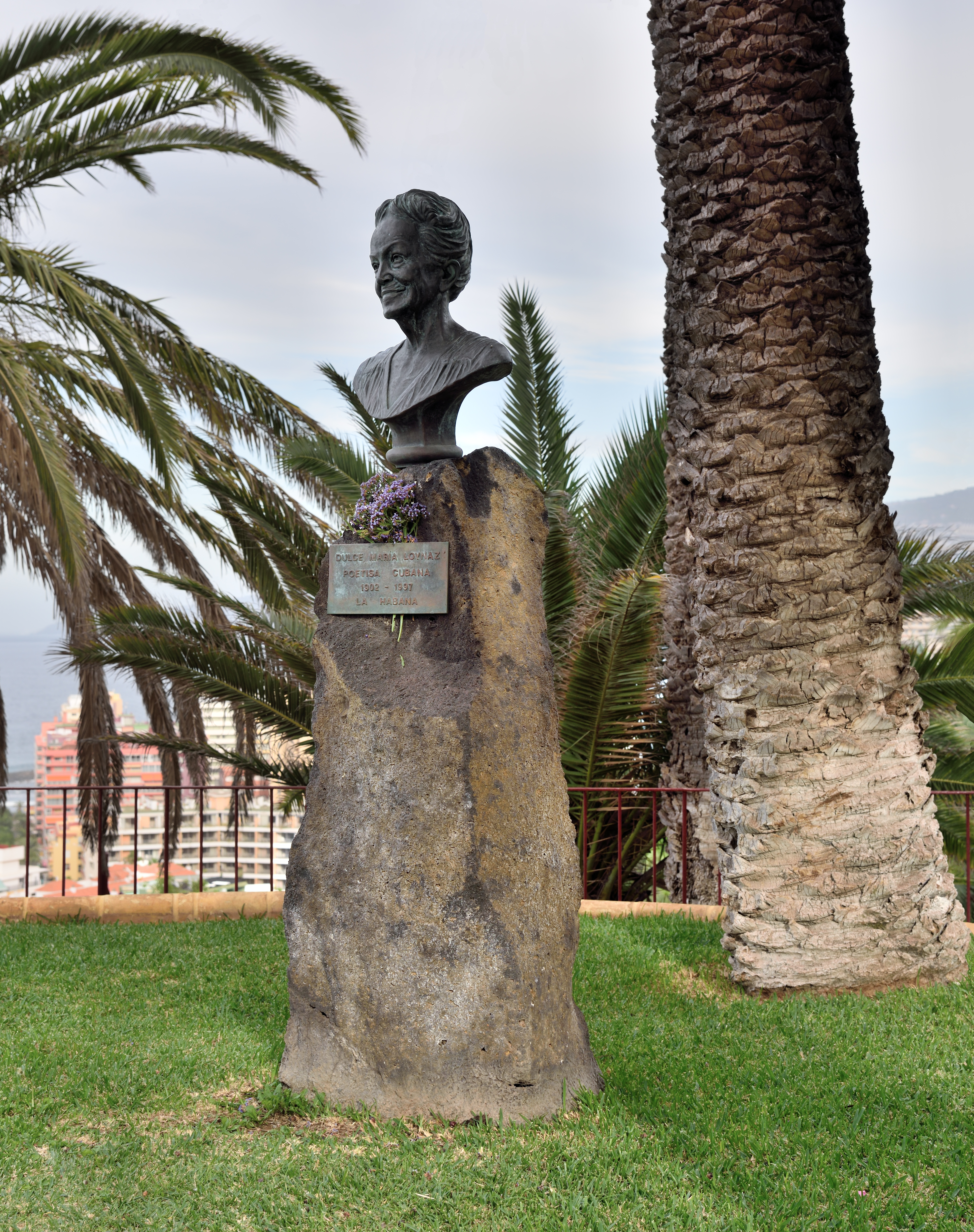
Monumento a Dulce María Loynaz en Puerto de la Cruz (Tenerife)

A raíz del triunfo de la Revolución cubana, la poeta se auto-aisló de la vida social durante largo tiempo en su casona de El Vedado. Sin embargo, fue su actitud apolítica, en un país donde se instauraba un nuevo régimen, lo que le costó el desconocimiento en su propia tierra. Recibió numerosas ofertas de España y Estados Unidos, pero nunca abandonó su país, quizás por ser la hija de un general del ejército libertador. En una ocasión le propusieron abandonar su patria y expresó: "Yo soy hija de uno que luchó por la libertad de Cuba, quien tiene que irse es el hijo de quien quería que siguiera siendo colonia". Vivió en un exilio interno dentro de su propio país.
Sus últimas publicaciones en Cuba fueron Poemas escogidos (1985), Bestiarium (1991) y La novia de Lázaro (1991). La Diputación de Cádiz publicó, en 1992, Poemas náufragos, y la editorial Espasa Calpe una amplia antología de su obra. Igualmente, en 2001, un joven investigador cubano actualmente radicado en México, Roberto Carlos Hernández Ferro, publica con la editorial habanera Extramuros una selección de poemas casi desconocidos de la Loynaz, considerados sus primeros textos, que se encontraban dispersos en prensa periódica de la década del veinte. Esta selección se agrupó bajo el título de El áspero sendero, nombre que también corresponde al primer poema de dicha selección, en la cual, con notable valor exegético, el compilador aclara en su prólogo la correcta fecha de publicación del sonetario "Diez sonetos a Cristo", en el diario La Nación, que fue abril de 1920 y no en el año 1921, en la Revista de la Asociación Femenina de Camagüey, como se había manejado hasta entonces.

## La poeta y Pinar del Río
En la década de 1960, el pianista pinareño José Antonio Martínez de Osaba comenzó a interesarse por la vida de Dulce María Loynaz y a hacer averiguaciones sobre el paradero de la poetisa. Algunos decían que la misma había partido al extranjero con su esposo Pablo Álvarez de Cañas, otros que aún vivía en La Habana, pero nadie sabía exactamente dónde fijar su residencia. Algunos aseguraban que había fallecido. Luego de una tenaz búsqueda, dio con el paradero de la Loynaz en el año 1969 y, mediante una amplia correspondencia y visitas periódicas, construyeron una gran amistad. Fue el primer acercamiento de la escritora con las tierras de Vueltabajo. Sin embargo, quien sellaría los lazos de amistad entre la poetisa y Pinar del Río fue el historiador Aldo Martínez Malo, que la conoció en 1971 y con quien también mantuvo una amplia correspondencia que luego sería recogida en el epistolario Cartas que no se extraviaron. En Pinar del Río recibió numerosos reconocimientos, tanto ella como sus hermanos. En 1990, luego de haber donado su biblioteca personal que atesoraba importantes títulos, muchas ediciones príncipe, y obras dedicadas por sus autores, funda en la ciudad de Pinar del Río el "Centro de Promoción y Desarrollo de la Literatura Hermanos Loynaz". También en esta provincia se celebraron, con carácter más o menos anual, el encuentro iberoamericano sobre su vida y obra.

## Distinciones
Asistió en 1953, invitada por la Universidad de Salamanca, a la celebración del VII Centenario de la Universidad. En 1959 fue elegida miembro de número de la Academia Cubana de la Lengua, que presidió desde 1992 hasta el momento de su muerte. 
Durante su vida recibió gran cantidad de premios y honores. Entre ellos se destacan el Premio Cervantes en 1992, la gran cruz de la Orden de Alfonso X el Sabio en 1947, y el nombramiento de dama de la Orden de Isabel la Católica. En Cuba recibió la orden cultural Félix Varela y el Premio Nacional de Literatura, entre otros.

## Personalidades relacionadas
Entre las grandes figuras de la literatura universal que pasaron por su casa se cuentan Federico García Lorca y los premios Nobel de literatura Gabriela Mistral y Juan Ramón Jiménez. En su casa de Calzada de 19 esq. E (El Vedado), se hacían reuniones de intelectuales del ámbito nacional y extranjero. También intercambió correspondencia con la poetisa uruguaya Juana de Ibarbourou, quien confesó a la cubana que desconocía la causa de su admiración, ya que, luego de leer los poemas de la Loynaz, reconocía que quien la admiraba era superior a ella.

## Últimos días
El 15 de abril de 1997 es homenajeada en su residencia de E y 19 en El Vedado por el Centro Cultural de España en La Habana, en el 45.º aniversario de su obra Jardín. Ese mismo día fue internada en el hospital CIMED en muy delicado estado de salud.
Falleció el 27 de abril de 1997, a los noventa y cuatro años de edad, producto de un paro cardiorrespiratorio, sin dejar descendencia alguna, ni ella ni ninguno de sus otros tres hermanos. Fue sepultada en el panteón familiar la mañana del día 28, presunta fecha del cumpleaños de su fallecido esposo Pablo Álvarez de Cañas. Asistieron importantes figuras del ámbito cultural y político cubano, así como representantes de la Iglesia católica, pero fundamentalmente estaba su pueblo, para decirle el último adiós a la poetisa, mientras de fondo se escuchaba su propia voz en los altavoces, declamando parte de la obra que la hizo merecedora del Premio Cervantes.

## En el cine y la televisión
A la vida y la obra de Dulce María Loynaz le han dedicado varios documentales, la mayoría de ellos producidos en Cuba: Una mujer que ya no existe, escrito y dirigido por Vicente González Castro para la Televisión Educacional en 1987; La gracia de volver (2005) un filme independiente del periodista y cineasta Luis Leonel León; Últimos dias de una casa, realizado en 2007 por Lourdes de los Santos para el Instituto de Cine Cubano. En Islas Canarias se produjo el documental Una semana fuera del mundo (2007), dirigido por Aurelio Carnero y Juan Carlos Sánchez. Testimonios de la poetisa han sido incluidos en otros documentales, entre ellos Havana (1990) realizado por la fotógrafa y cineasta checa, Jana Boková, para la BBC. 

## Obra

### Poesía
- Versos (1950)
- Juegos de agua
- Poemas sin nombre (1953)
- Últimos días de una casa (1958)
- Poemas escogidos (1985)
- Poemas náufragos (1991)
- Bestiarium (1991)
- Finas redes (1993)
- La novia de Lázaro (1993)
- Poesía completa (1993)
- Melancolía de otoño (1997)
- La voz del silencio (2000)
- El áspero sendero (2001)

### Otros géneros
- Jardín (1951) -novela-

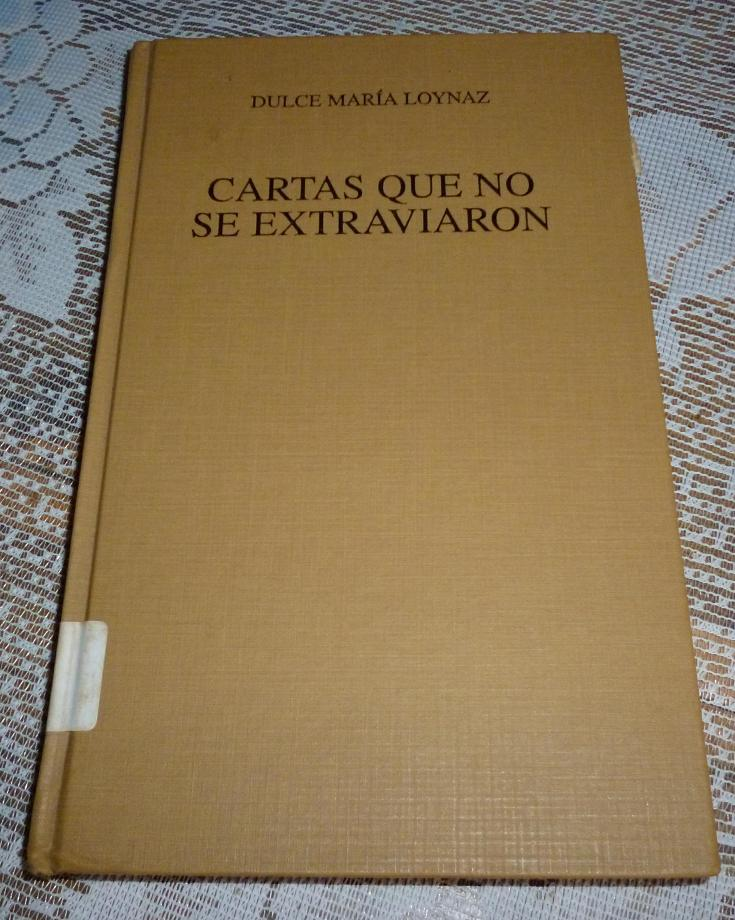
Portada del epistolario "Cartas que no se extraviaron"

- Un verano en Tenerife (1958) -libro de viajes-
- Yo fui (feliz) en Cuba (1993) -crónicas-
- Canto a la mujer. Tomo I y II (1993) -ensayo-
- Confesiones de Dulce María Loynaz (1993) -entrevistas-
- Fe de vida (1994) -ensayo-
- Cartas a Julio Orlando (1994) -epistolario-
- Un encuentro con Dulce María Loynaz (1994) -entrevistas-
- Alas en la sombra (1995) -texto autobiográfico-
- Cartas que no se extraviaron (1997) -epistolario-
- Cartas de Egipto (2000) -epistolario-
- La palabra en el aire (2000) -ensayo-

| Predecesor: Francisco Ayala | Premio Miguel de Cervantes 1992 | Sucesor: Miguel Delibes |